# Burj Khalifa
Burj Khalifa (arabiska: بُرج خليفة, ’Khalifatornet’) är en skyskrapa i Dubai i Förenade arabemiraten som är 828 meter hög och har 163 våningar, och som därmed är både världens högsta byggnad och världens högsta byggnadsverk (inkluderat kommunikationsmaster).

## Beskrivning
I en första utformning skulle skyskrapan ha blivit 705 meter hög[källa behövs], men under byggandet ändrades planerna till ännu högre. Under byggnadstiden kallades byggnaden Burj Dubai (برج دبي , ’Dubaitornet’), och fick sitt slutgiltiga namn Burj Khalifa vid invigningen, som hölls den 4 januari 2010. Den har fått sitt namn till ära av Förenade Arabemiratens president Khalifa bin Zayed Al-Nahyan. Byggnaden används till hotell, kontor och bostäder. Två våningar är öppna som utsiktsplats för allmänheten, våning 125 och 148 som ligger 456 respektive 555 meter över marken, där man även kan vara utomhus på en terrass.  
Sedan 13 februari 2019 har man även öppnat för allmänheten att mot avgift besöka våning 154-153-152. Terrassen på våning 152 är också öppnad för besök. 
Burj Khalifa är en del av ett projekt kallat Downtown Burj Dubai, som beräknades kosta 2 000 miljarder dollar. Totala budgeten för Burj Khalifa beräknades bli upp till 400 miljarder dollar. Grunden lades år 2005, och vid nyår 2006 nådde byggnaden 100 våningar. Bygget drevs av dubaibaserade byggnadsföretaget Emaar, och sydkoreanska Samsung är huvudentreprenör.
Burj Khalifa är till största delen byggt med armerad betong, vilket blev ett problem eftersom det inte går att pumpa högre än ungefär 450 meter med en pump. Det anlades därför ytterligare en pump uppe i byggnaden för att kunna använda betong upp till 591 meters höjd.
Uppmärksamhet har riktats mot de slavliknade arbetsförhållandena för de tusentals asiatiska gästarbetare som uppfört tornet.

## Rekord
Genom invigningen den 4 januari 2010 lade Burj Khalifa beslag på följande titlar:
- Världens högsta fristående byggnad, 828 meter (tidigare CN Tower i Toronto på 550 meter)
- Världens högsta byggnad, 828 meter (tidigare Tokyo Skytree 634 m)
- Byggnad med flest våningar, 164 st (tidigare World Trade Centers tvillingtorn i New York med sina 110 våningar respektive)
- Vertikalpumpning av betong, 700,1 meter
- Världens högsta byggnadsverk någonsin, 828 meter (tidigare Konstantynows radiomast 646 m)

Våning 156 är den sista av betong, därefter börjar stålsektionen. Det är oklart hur många våningar som ingår i stålsektionen och hur långt hissarna går. Efter våning 162 finns det ingen hiss, utan endast en trappa. De översta våningarna innehåller underhållsutrustning. Dessa typer av våningar räknas dock, vilket ger Burj Khalifa över 160 våningar. I december 2008 började man skjuta upp spiran inifrån stålsektionen.
Det andra stora byggnadsföretaget i Dubai (Nakheel) hade planer på att börja bygga sitt "tall tower"-projekt, vilket med sina 1 000 meter skulle blivit högre än Burj Khalifa. 2003-2009 drevs projektet, kallat Al Burj/Nakheel Tower. Projektet ställdes dock in i december 2009.

## Galleri

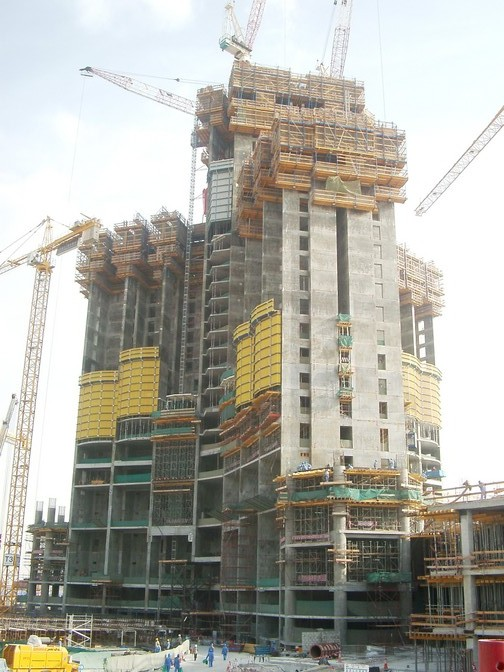
Burj Khalifa, februari 2006
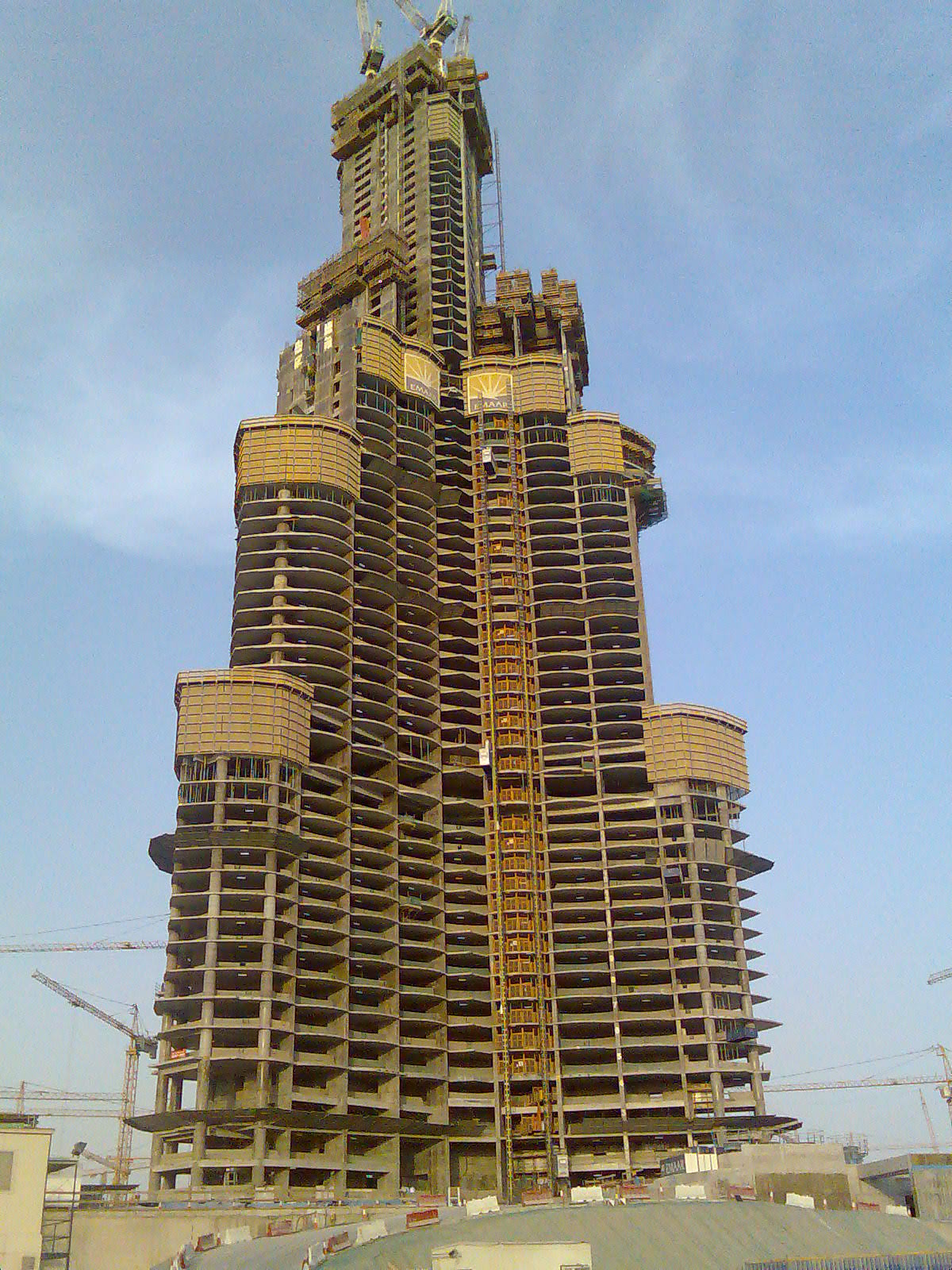
Burj Khalifa, augusti 2006
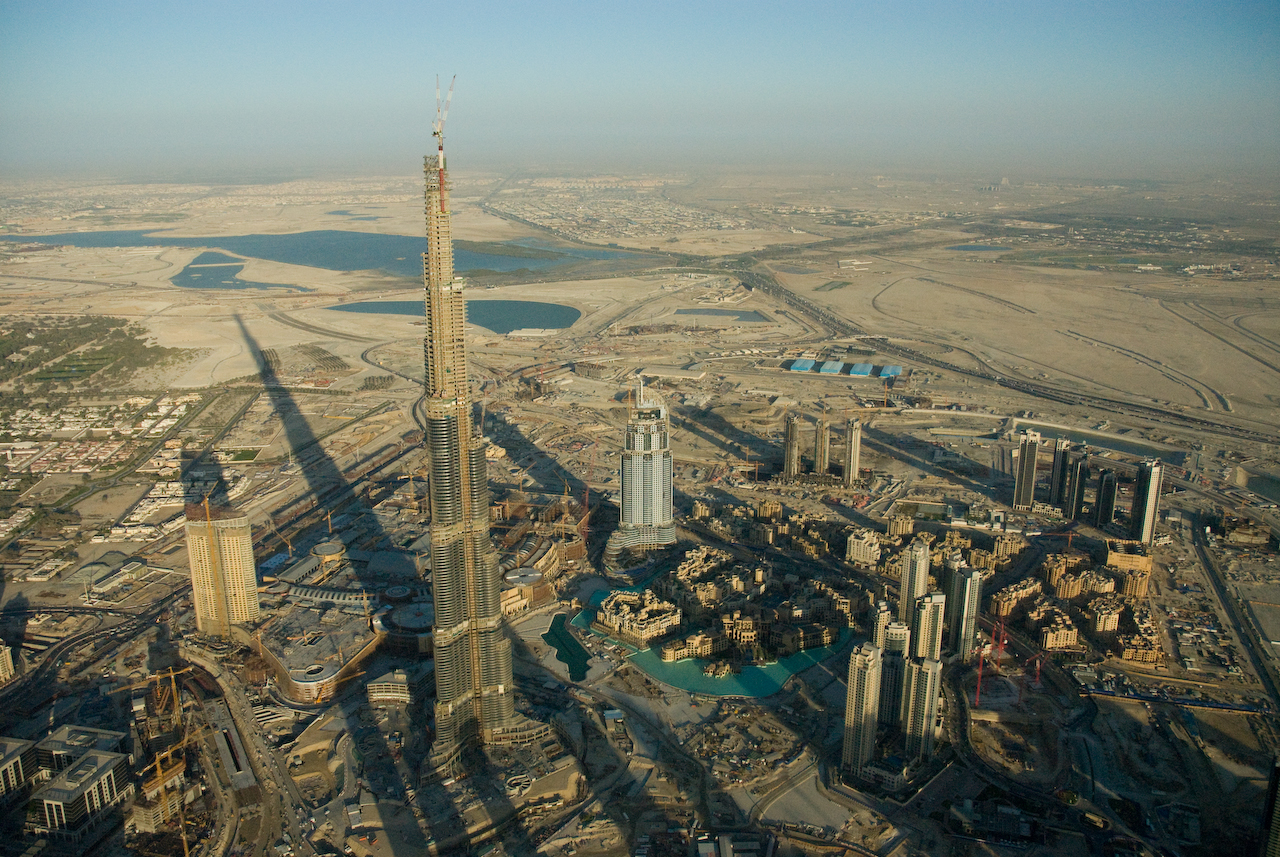
Vy från luften, november 2008
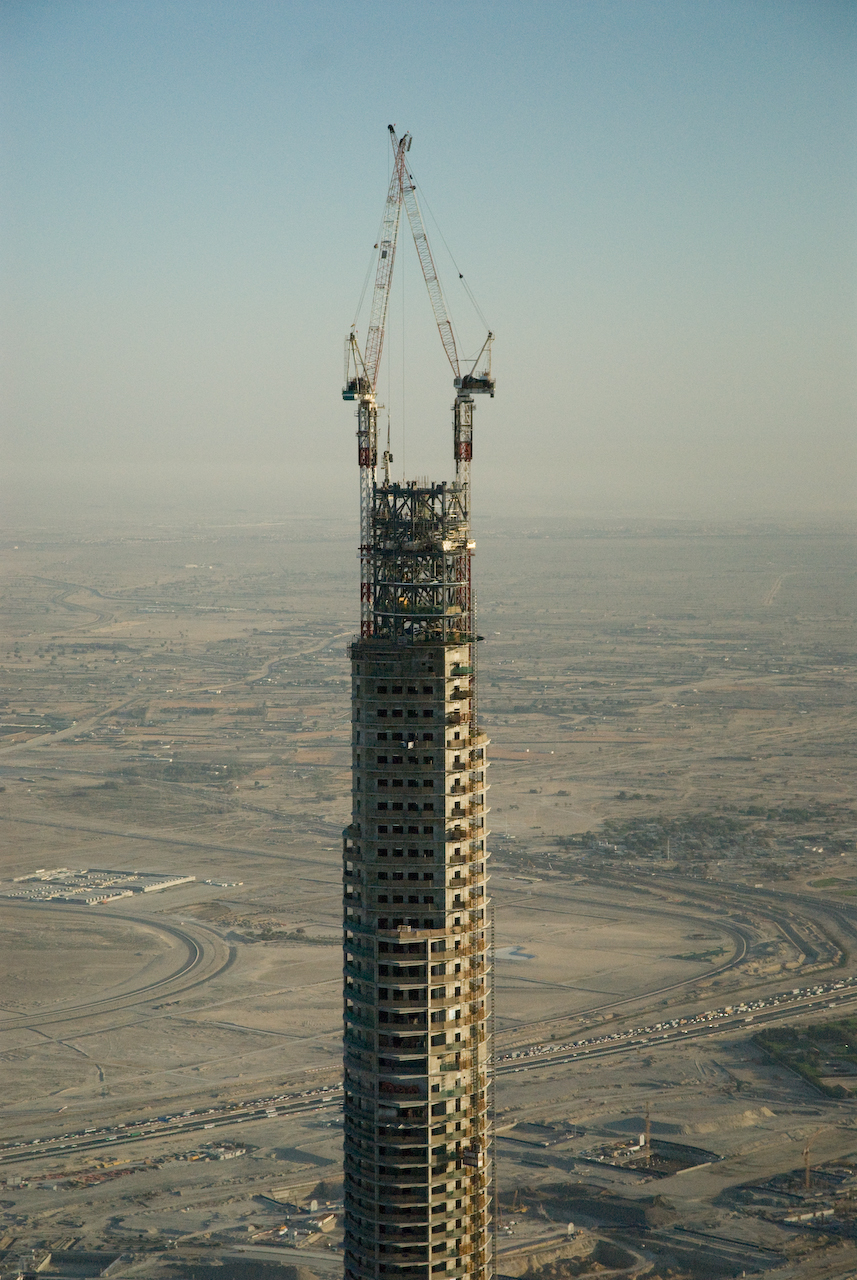
Byggnadens topp, mars 2008
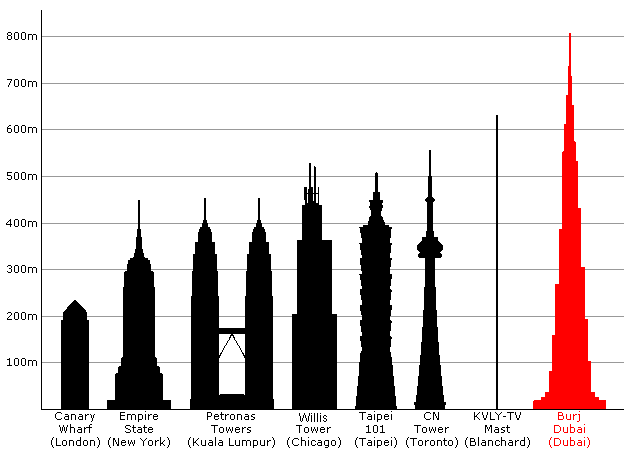
Burj Khalifa i jämförelse med andra välkända byggnader.